# Kostel svatého Jakuba Staršího (Medonosy)
Římskokatolický farní kostel svatého Jakuba Staršího v Medonosech v okrese Mělník je barokní sakrální stavba. Stojí na vyvýšenině nad silnicí I/9 a je obklopená hřbitovem. Od roku 1966 je kostel chráněn jako kulturní památka.

## Historie

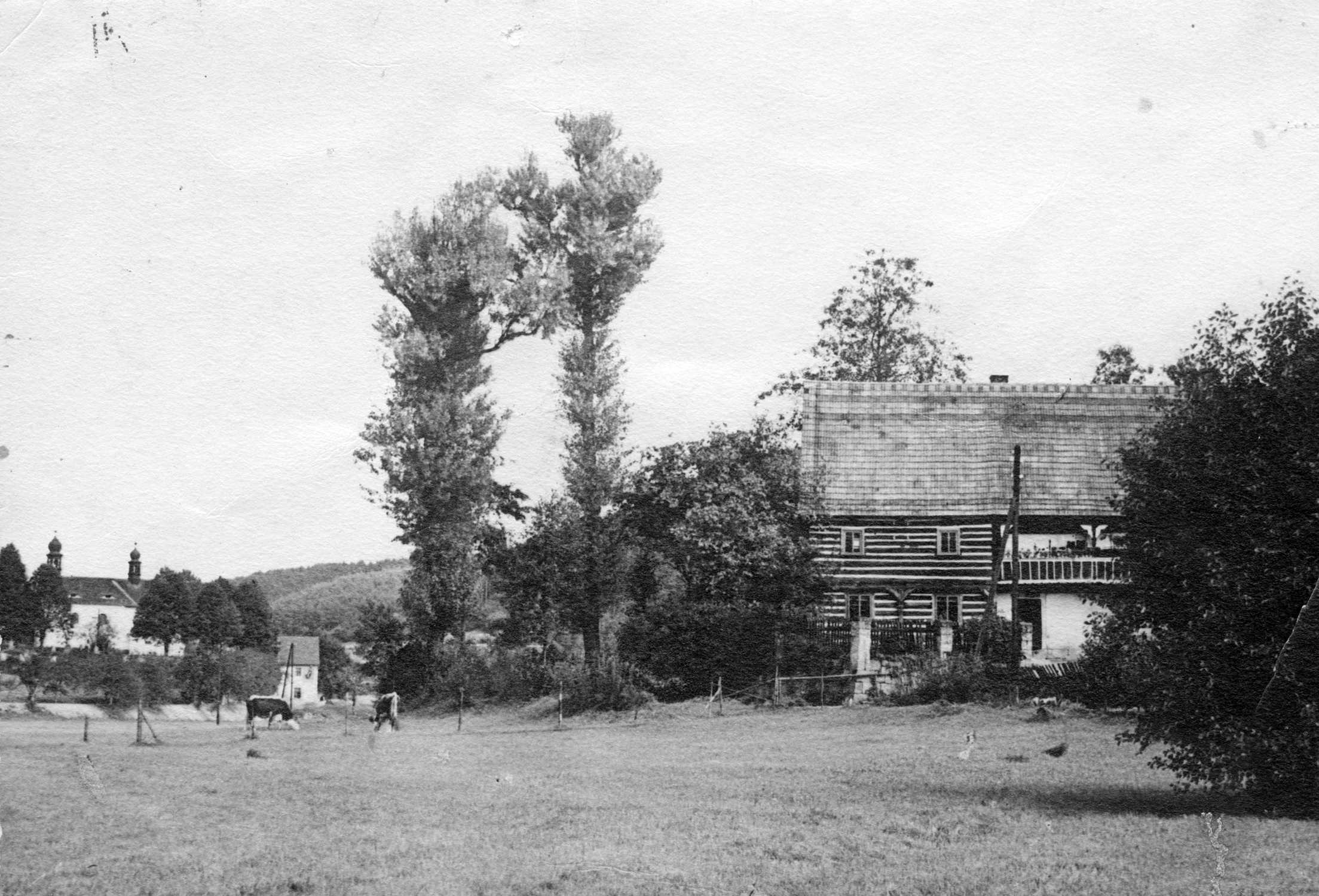
Část kostela sv. Jakuba Staršího v Medonosech (v roce 1935)

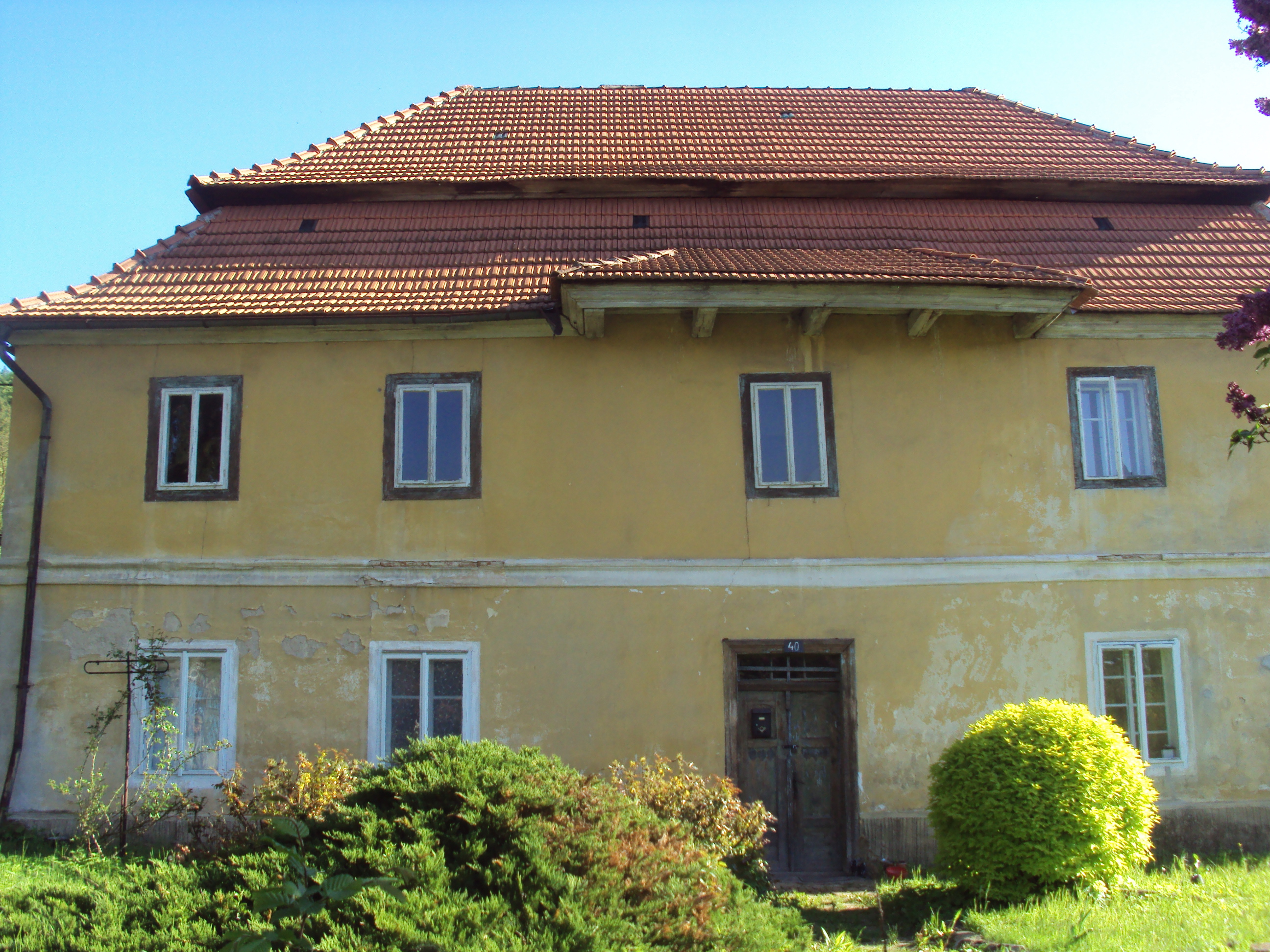
Fara v Medonosech

Kostel v Medonosech se písemně připomíná poprvé v roce 1352, avšak závěr dnešního kostela pochází už ze 13. století. Z tohoto původního kostela se zachovala pouze zazděná raně gotická okénka v presbytáři. Barokně byl kostel obnoven a rozšířen v roce 1712.

## Architektura
Jedná se o podélnou orientovanou stavbu s odsazeným polygonálním závěrem a přízemními přístavky. Na fasádě má lizénové rámy. Na průčelí se nachází mělký rizalit. Štít je s trojúhelným vrcholem.

## Okolí kostela
V blízkosti se nachází fara z roku 1794. Je to omítnutý patrový srub s mansardovou střechou. Při silnici je půlkruhová kaple z 18. století. Po stranách vstupu jsou mělké niky a štít má kaple trojúhelný. V kaštanové aleji již pod vsí se na pseudogotickém podstavci nachází poškozená socha sv. Ludmily z poloviny 19. století. Jejím autorem je údajně sochař Linna.